# Cladonia dimorphoclada
Cladonia dimorphoclada är en lavart som beskrevs av Robbins. Cladonia dimorphoclada ingår i släktet Cladonia och familjen Cladoniaceae.   Inga underarter finns listade i Catalogue of Life.